# ブレスト国立工科大学

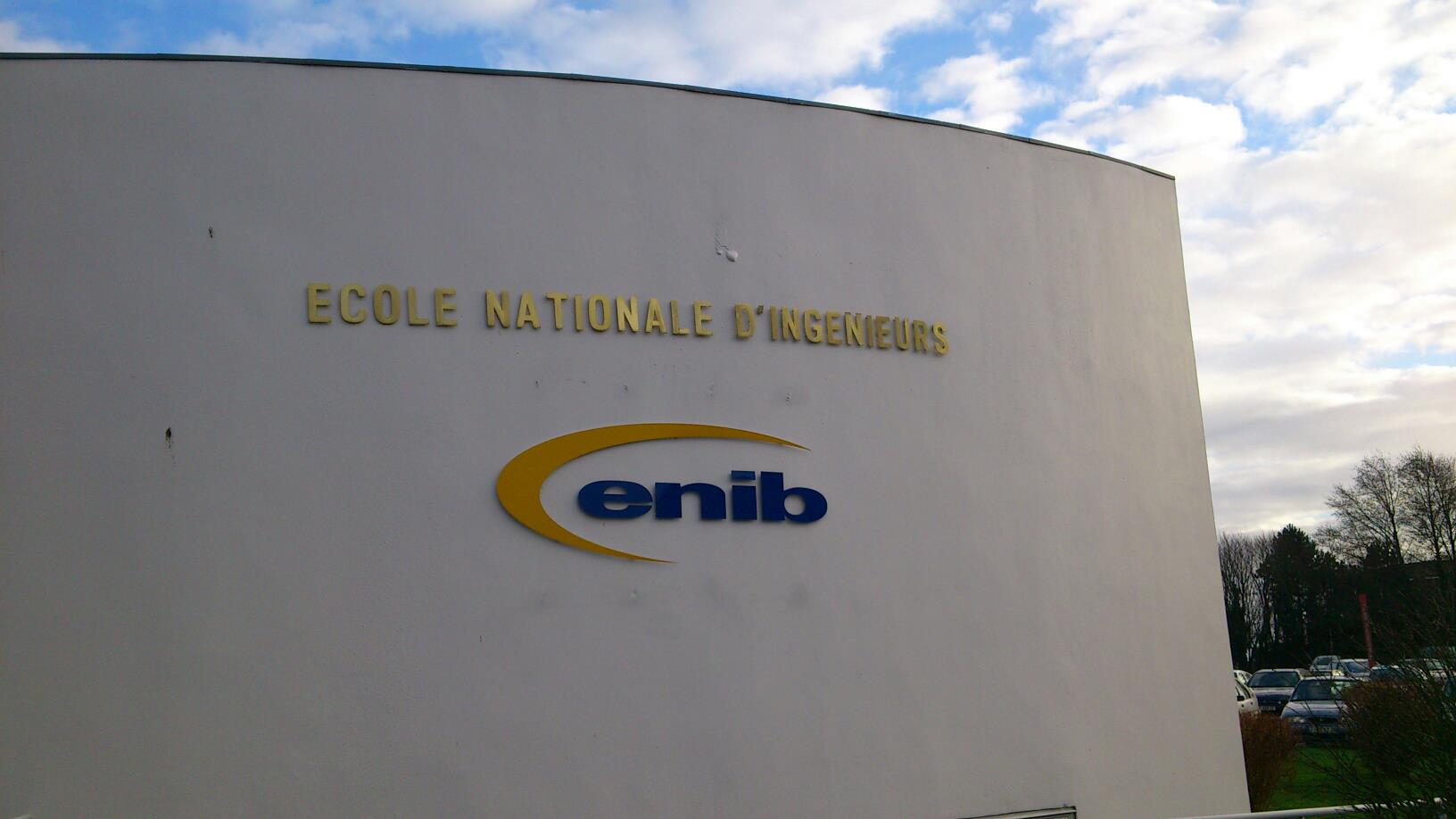
入り口の側のロゴ（2004年）

国立ブレスト高等技術学校 (フランス語: École nationale d'ingénieurs de Brest) は、フランス西部のブレストにあるグランゼコール (フランス語: grandes écoles) である。略称はENIB（エニブ）。

## 沿革
1961年に設立され、1992年にBrest-Iroiseテクノポリスに移転した。